# Olympische Sommerspiele 2024/Schwimmen – 4 × 100 m Lagen (Männer)
Der Schwimmwettkampf über 4-mal 100 Meter Lagen der Männer bei den Olympischen Spielen 2024 in Paris wurde am 3. und 4. August 2024 in der Paris La Défense Arena ausgetragen. Titelverteidiger war die US-amerikanische Staffel, die in Tokio im Finale in der Besetzung Ryan Murphy, Michael Andrew, Caeleb Dressel und Zach Apple in die Goldmedaille gewann.

## Rekorde
Vor Beginn der Olympischen Spiele waren folgende Rekorde gültig:
| Weltrekord         | Vereinigte Staaten | 3:26,78 min | Tokio | 1. August 2021 |
| Olympischer Rekord | Vereinigte Staaten | 3:26,78 min | Tokio | 1. August 2021 |

## Titelträger
| Olympische Spiele 2020       | Vereinigte Staaten | 3:26,78 min | Tokio             |
| Weltmeisterschaften 2024     | Vereinigte Staaten | 3:29,30 min | Doha              |
| Afrikaspiele 2023            | Südafrika          | 3:43,07 min | Accra             |
| Panamerikanische Spiele 2023 | Vereinigte Staaten | 3:33,29 min | Santiago de Chile |
| Asienspiele 2022             | China              | 3:27,01 min | Hangzhou          |
| Europameisterschaft 2022     | Italien            | 3:28,46 min | Rom               |
| Pazifikspiele 2023           | Neukaledonien      | 3:50,80 min | Honiara           |

## Ergebnisse

### Vorläufe
| Rang | Lauf | Bahn | Nation             | Athleten | Zeit        | Anm. |
| ---- | ---- | ---- | ------------------ | --- | ----------- | ---- |
| 1    | 1    | 5    | Frankreich         | Yohann Ndoye-Brouard (52,99 s) Léon Marchand (59,03 s) Clément Secchi (51,39 s) Rafael Fente-Damers (47,95 s) | 3:31,36 min | Q    |
| 2    | 1    | 4    | China              | Xu Jiayu (53,58 s) Qin Haiyang (58,51 s) Wang Changhao (51,75 s) Pan Zhanle (47,74 s)                         | 3:31,58 min | Q    |
| 3    | 2    | 4    | Vereinigte Staaten | Hunter Armstrong (53,26 s) Charlie Swanson (59,73 s) Thomas Heilman (51,15 s) Jack Alexy (47,48 s)            | 3:31,62 min | Q    |
| 4    | 1    | 3    | Niederlande        | Kai van Westering (54,49 s) Caspar Corbeau (58,94 s) Nyls Korstanje (50,27 s) Stan Pijnenburg (48,10 s)       | 3:31,80 min | Q    |
| 5    | 2    | 3    | Großbritannien     | Oliver Morgan (53,21 s) Adam Peaty (59,16 s) Joe Litchfield (51,76 s) Matthew Richards (48,00 s)              | 3:32,13 min | Q    |
| 6    | 2    | 5    | Australien         | Isaac Cooper (53,85 s) Joshua Yong (58,99 s) Ben Armbruster (51,61 s) Kyle Chalmers (47,79 s)                 | 3:32,24 min | Q    |
| 7    | 2    | 2    | Kanada             | Blake Tierney (53,83 s) Finlay Knox (1:00,34 min) Ilya Kharun (50,40 s) Javier Acevedo (47,76 s)              | 3:32,33 min | Q    |
| 8    | 1    | 6    | Deutschland        | Ole Braunschweig (54,05 s) Lucas Matzerath (59,54 s) Luca Nik Armbruster (51,01 s) Josha Salchow (47,91 s)    | 3:32,51 min | Q    |
| 9    | 2    | 6    | Italien            | Thomas Ceccon (53,56 s) Nicolò Martinenghi (59,23 s) Giacomo Carini (51,75 s) Alessandro Miressi (48,17 s)    | 3:32,71 min |      |
| 10   | 1    | 7    | Polen              | Ksawery Masiuk (53,76 s) Jan Kałusowski (59,94 s) Jakub Majerski (51,18 s) Bartosz Piszczorowicz (48,82 s)    | 3:33,70 min |      |
| 11   | 2    | 8    | Irland             | Conor Ferguson (54,88 s) Darragh Greene (59,68 s) Max McCusker (52,04 s) Shane Ryan (47,21 s)                 | 3:33,81 min | NR   |
| 12   | 1    | 1    | Österreich         | Bernhard Reitshammer (54,97 s) Valentin Bayer (1:00,02 min) Simon Bucher (51,16 s) Heiko Gigler (47,88 s)     | 3:34,03 min |      |
| 13   | 2    | 1    | Südkorea           | Lee Ju-ho (54,49 s) Choi Dong-yeol (59,59 s) Kim Ji-hun (52,62 s) Hwang Sun-woo (47,98 s)                     | 3:34,68 min |      |
| 14   | 1    | 2    | Japan              | Riku Matsuyama (55,11 s) Taku Taniguchi (1:00,22 min) Naoki Mizunuma (51,63 s) Katsuhiro Matsumoto (47,88 s)  | 3:34,84 min |      |
| 15   | 1    | 8    | Schweiz            | Roman Mityukov (54,27 s) Jérémy Desplanches (1:00,73 min) Nils Liess (54,64 s) Antonio Djakovic (49,10 s)     | 3:38,74 min |      |
|      | 2    | 7    | Spanien            | Hugo González Carles Coll Mario Mollà Sergio de Celis                                                         | DSQ         |      |

### Finale
| Rang | Bahn | Nation             | Athleten | Zeit        | Anm. |
| ---- | ---- | ------------------ | --- | ----------- | ---- |
| 1    | 5    | China              | Xu Jiayu (52,37 s) Qin Haiyang (57,98 s) Sun Jiajun (51,19 s) Pan Zhanle (45,92 s)                          | 3:27,46 min |      |
| 2    | 3    | Vereinigte Staaten | Ryan Murphy (52,44 s) Nic Fink (58,97 s) Caeleb Dressel (49,41 s) Hunter Armstrong (47,19 s)                | 3:28,01 min |      |
| 3    | 4    | Frankreich         | Yohann Ndoye-Brouard (52,60 s) Léon Marchand (58,62 s) Maxime Grousset (49,57 s) Florent Manaudou (47,59 s) | 3:28,38 min | NR   |
| 4    | 2    | Großbritannien     | Oliver Morgan (52,83 s) Adam Peaty (58,16 s) Duncan Scott (51,30 s) Matthew Richards (47,31 s)              | 3:29,60 min |      |
| 5    | 1    | Kanada             | Blake Tierney (53,75 s) Finlay Knox (59,75 s) Ilya Kharun (50,46 s) Josh Liendo (47,31 s)                   | 3:31,27 min |      |
| 6    | 7    | Australien         | Isaac Cooper (54,28 s) Joshua Yong (59,26 s) Matthew Temple (50,89 s) Kyle Chalmers (47,43 s)               | 3:31,86 min |      |
| 7    | 8    | Deutschland        | Ole Braunschweig (54,38 s) Melvin Imoudu (59,37 s) Luca Nik Armbruster (50,96 s) Josha Salchow (47,75 s)    | 3:32,46 min |      |
| 8    | 6    | Niederlande        | Kai van Westering (54,60 s) Caspar Corbeau (59,19 s) Nyls Korstanje (50,60 s) Stan Pijnenburg (48,13 s)     | 3:32,52 min |      |